# Richard Carr
Richard Carr (anglès: Dickie Carr)  (Jhajha, 21 de gener de 1911 - Austràlia, 25 d'abril de 2000) va ser un jugador d'hoquei sobre herba i atleta indi que va competir durant la dècada de 1930.
El 1932 va prendre part en els Jocs Olímpics de Los Angeles, on va guanyar la medalla d'or com a membre de l'equip indi en la competició d'hoquei sobre herba. En aquests mateixos Jocs va disputar la prova dels 4x100 metres relleus del programa d'atletisme, en què quedà eliminat en sèries.